# Curtil-Vergy
Curtil-Vergy är en kommun i departementet Côte-d'Or i regionen Bourgogne-Franche-Comté i östra Frankrike. Kommunen ligger i kantonen Gevrey-Chambertin som tillhör arrondissementet Dijon. År 2022 hade Curtil-Vergy 156 invånare.

## Befolkningsutveckling
Antalet invånare i kommunen Curtil-Vergy
Referens:INSEE